# Сависаар-Тоомаст, Вилья
Ви́лья Са́висаар-То́омаст (ранее Лаанару и просто Сависаар; род. 1962) — эстонский политик, член Европейского парламента, бывшая супруга лидера Центристской партии Эстонии Эдгара Сависаара.

## Биография
Родилась 15 августа 1962 года в городе Антсла, Эстония.

### Образование
- 1977—1980 — Средняя школа Антсла.
- 1980—1985 — Тартуский университет (факультет психологии).

### Карьера
- 1988—1990 — фирма «Mainor», психолог.
- 1990—1992 — главный помощник премьер-министра Эстонской Республики Эдгара Сависаара.
- 1992—1994 — советник члена Рийгикогу Эдгара Сависаара.
- 1990—1994 — главный редактор журнала «Seitse päeva».
- 1995 — советник министра внутренних дел Эдгара Сависаара.
- 1994—1997 — главный редактор журнала «Elu Pilt».
- 1999 — старейшина части города Нымме.
- 1999—2002 — ОАО «Pilt ja Sõna».
- 2002 — исполняющая обязанности старейшины района Пыхья-Таллинн.
- 2003—2005 — депутат Х Рийгикогу.
- 2005—2007 — старейшина части города Пыхья-Таллинн.
- 2007—2009 — депутат XI Рийгикогу , С 22 марта - председатель фракции Центристской Партии, с 16 апреля - председатель парламентской группы Эстония-Кипр.

### Политическая жизнь
В 1998 году Вилья Сависаар вступила в Центристскую Партию Эстонии.
В 2002 году на муниципальных выборах в Таллинне она получила 5598 голосов.
На Х и XI выборах в Рийгикогу Сависаар прошла в парламент и в 2007—2009 годах являлась председателем фракции центристов.
В ходе XI выборов в 2007 году она получила 8531 голосов от округов Хааберсти, Пыхья-Таллинн и Кристийне в Таллинне. В Центристской партии больше голосов получил только лидер этой партии — Эдгар Сависаар.
По результатам муниципальных выборов 2005 года Сависаар стала старейшиной района Пыхья-Таллинн.
В апреле 2012 года Вилья Сависаар-Тоомаст покинула ряды Центристской партии Эстонии вместе с 7 другими известными членами партии в связи с внутрипартийными конфликтами.

## Опубликованные труды
- 1995 — «Valguses ja varjus» («На свету и в тени»).
- 2002 — сборник «Eestimaa Rahvarinne».

## Личная жизнь
- Была замужем за Вахуром Керсна. С 1996 по 2009 была замужем за Эдгаром Сависааром. От этого брака у неё есть дочь — Росина Сависаар. 30 июля 2010 года вышла замуж за Таймо Тоомаста.

В 2006 году осенью участвовала в телепередаче «Танцы со звёздами» на эстонском телеканале Kanal 2. Её партнёром был Вейко Ратас. В число лучших они не попали. 26 апреля 2007 года Вилья Сависаар была выбрана президентом Общества эстонского волейбола. Она является членом обществ «Vana-Narva» и «Nõmme».